# Canyon Express
Canyon Express — офшорна трубопровідна система у Мексиканській затоці південніше від узбережжя штату Алабама, призначена для обслуговування кількох газових родовищ.
На початку 2000-х власники трьох глибоководних об'єктів — Аконкагуа, Camden Hills та King's Peak — вирішили спільно створити необхідні для їх розробки комунікації. Особливістю проекту стала відсутність будь-яких плавучих виробничих потужностей у районі самих родовищ, замість чого їх з'єднали протяжною — 55 миль — системою з розташованою на мілководді процесинговою платформою Canyon Station, створеною компанією Willams (власник однієї з найбільших газопровідних мереж США Transco). Як наслідок, у склад Canyon Express входять не лише лінії для транспортування власне газу, але й допоміжні комунікації, необхідні під час здійснення процесу розробки.
Для видачі продукції проклали два трубопроводи діаметром по 300 мм, розраховані на передачу до 14 млн м3 на добу. Вони починаються від родовища Аконкагуа (глибина моря 2165 метрів) та на своєму шляху до Canyon Station проходять через Camden Hills (глибина 2195 метрів) та King's Peak (1890 метрів). Ця здвоєна конфігурація була зумовлена потребою забезпечити стабільну одночасну розробку різних за геологічними умовами покладів (при цьому одне родовище могло містити кілька таких об'єктів). Прокладання основної, глибоководної, частини траси виконало судно SaiBos FDS (згодом викуплене відомою італійською компанією Saipem і перейменоване в Saipem FDS). Ще 5 миль на глибинах до 200 метрів спорудила трубоукладальна баржа Castoro 10.
Також за маршрутом системи проклали 57 миль допоміжних комунікацій (umbilical, призначаються для передачі команд, електроенергії та гідравлічних зусиль), з'єднаних відгалуженнями з підводними видобувними комплексами. Це завдання виконало глибоководне будівельне/трубоукладальне судно Maxita (згодом, після модернізації, стало відоме як Saipem 3000).
Нарешті, ще однією функцією системи є подача на родовища метанолу, необхідного для попередження гідратоутворення під час транспортування газу в умовах низьких температур.
Запущена в роботу у 2002 році система Canyon Express знаходилась у спільному володінні власників Аконкагуа (45 %), King's Peak (35 %) та Camden Hills (20 %), при цьому її оператором виступала Total.